# Zdeněk Julina
Zdeněk Julina (* 28. července 1965 Zlín) je český herec, v letech 1995 až 2022 člen souboru Městského divadla Zlín, od roku 2022 člen souboru Moravského divadla Olomouc.

## Život
Nemá herecké vzdělání, vyučil se prodavačem smíšeného zboží. Začínal v divadle Malá Scéna Zlín, později působil rok v divadle v Českém Těšíně. Následně absolvoval dvouletou vojenskou službu v Kralovicích. Po vojně působil šest let v divadle v Chebu. Od roku 1995 byl členem souboru Městského divadla Zlín. V roce 2022 ukončil své angažmá v Městském divadle Zlín a přešel do angažmá Moravského divadla Olomouc.
Co se týká filmové a televizní tvorby, tak ztvárnil role v řadě studentských filmů a dále například ve snímcích Šmankote, babičko, čaruj! (1998), Díra u Hanušovic (2014) či Kvarteto (2017).
Jeho manželkou je taktéž herečka Městského divadla Zlín a později Moravského divadla Olomouc Romana Julinová. Mají spolu dvě děti – dceru Adinu a syna Jakuba.